# Qatar ExxonMobil Open 2003
Il Qatar ExxonMobil Open 2003 è stato un torneo dell'ATP svoltosi a Doha in Qatar.
Il torneo è durato dal 30 dicembre 2002 al 6 gennaio 2003.

## Vincitori

### Singolare maschile
Stefan Koubek ha battuto in finale  Jan-Michael Gambill con il punteggio di 6–4, 6–4.

### Doppio maschile
Martin Damm /  Cyril Suk hanno battuto in finale  Mark Knowles /  Daniel Nestor con il punteggio di 6–4, 7–6(8).